# Pola Kinski
Pola Kinski, właściwie Pola Nakszynski (ur. 23 marca 1952 w Berlinie) – niemiecka aktorka filmowa, teatralna i telewizyjna.

## Życiorys

### Wczesne lata
Urodziła się w Berlinie jako córka niemieckiego aktora polskiego pochodzenia Klausa Kinskiego (1926-1991) i jego pierwszej żony śpiewaczki Gislinde Kühbeck. Jej rodzice rozwiedli się w 1955 roku, gdy Pola miała trzy lata. Później w kolejnych latach spędziła czas z każdym z rodziców. Jej matka wyszła ponownie za mąż za Herberta Kuhlbecka. Jej ojciec ożenił się ponownie dwa razy i miał także młodszą córkę Nastassję (ur. 24 stycznia 1961 w Berlinie) i syna Nanhoïa Nikolaia (ur. 30 lipca 1976 w Paryżu). Ledwie widywali się w okresie dorastania.
13 stycznia 2013 roku do niemieckich księgarń trafiła jej autobiograficzna książka Kindermund (Dziecięce usta), gdzie oskarża ojca o molestowanie seksualne i tyranizowanie całej rodziny. W wywiadzie dla tygodnika Stern Pola Kinski ujawniła, że jej ojciec molestował ją od piątego roku życia, a po raz pierwszy zgwałcił, gdy miała dziewięć lat. Sławny aktor finansował Poli jednocześnie kosztowny styl życia i obsypywał ją prezentami, nakazując jej milczenie.

### Kariera
Na początku lat 70. Kinski studiowała aktorstwo w Otto-Falckenberg-Schule w Monachium. Oprócz wczesnych ról filmowych, występowała na scenie w Schauspielhaus Bochum i Deutsches Schauspielhaus w Hamburgu.
Wzięła też udział w filmie dokumentalnym Volkera Schlöndorffa Tylko dla zabawy, tylko dla sztuki – kalejdoskop Valeski Gerta (Nur zum Spaß, nur zum Spiel, 1977).
W latach 70. grała u Petera Zadeka i Ivana Nagela. Od roku 1977 Kinski pracowała jako niezależna aktorka w produkcjach niemieckojęzycznych. Mieszkała w Berlinie i Paryżu.
Pojawiła się także w kilku filmach telewizyjnych, w tym Tatort (2004) jako Erika Schubert.

### Życie prywatne
W 1977 roku poślubiła prawnika Wolfganga Hoepnera i osiedliła się w Ludwigshafen am Rhein. Mają troje dzieci: dwie córki – Janinę (ur. 1978) i Nanouk oraz syna Valentina (ur. 1986).

## Wybrana filmografia
- 1977: Das Ende der Beherrschung (TV)
- 1977: Fehlschuß (TV)
- 1978: Zwischengleis (inny tytuł Yesterday's Tomorrow, film)
- 1980: Ohne Rückfahrkarte (film)
- 1980: Sonntagskinder (film)
- 1981: Don Quichottes Kinder (TV)
- 1983: Das Dorf (TV)
- 1985: Ein Fall für zwei: Fluchtgeld (TV)
- 1986: Wanderungen durch die Mark Brandenburg (TV)
- 1987: Komplizinnen (TV)
- 2001: Bella Block: Bitterer Verdacht (TV)
- 2004: Tatort: Hundeleben  (TV)
- 2007: Wir werden uns wiederseh'n (film)